# リブッサ (小惑星)
リブッサ (264 Libussa) は、小惑星帯に位置する大きな小惑星の一つでS型小惑星に分類される。
1886年12月22日にアメリカ合衆国の天文学者、クリスチャン・H・F・ピーターズによりニューヨーク州クリントンで発見され、プラハを建設したと言われる伝説的女性リブッサにちなんで名づけられた。